# Svartlösa härad
Svartlösa härad var ett härad beläget på halvön Södertörn i nordöstra Södermanland. Häradet omfattade de nutida kommunerna Botkyrka, Huddinge, Nacka, Salem samt de sydliga delarna av nuvarande Stockholm stad. Samtliga kommuner är idag en del av Stockholms län.
Svartlösa härad omfattade ursprungligen knappt 561 km². År 1913 kom dock Brännkyrka socken att brytas ur häradet och inkorporeras med Stockholms stad. Återstoden av häradet mätte då 475 km² med en befolkning som år 1916 uppgick till 20 212 invånare. Tingsplats var till 1916 Fittja, därefter Stockholm (till 1930 i Södra stadshuset).

## Namnet
Häradsnamnet skrevs 1423 i Swortaløtz hæradhe. Ett äldre namn på häradet var Yfra Tør ("Övre Tör", J Yfra Tøør 1369). Det avser den längre in från havet liggande delen av Södertörn, det medeltida Tør, till skillnad från den yttre delen Ytra Tør (Sotholms härad).
Häradets nya namn är bildat efter tingsplatsens namn, det fornsvenska Svartaløt (a Swartaløt 1353). Det fornsvenska Svartaløz hæradh ombildades senare till Svartlösa härad. Namnet Svartløten har levt kvar ända fram till våra dagar och man vet därför att den är belägen invid Hallunda trafikplats vid E4/E20.
Fornsvenskans Svartaløt är sammansatt av adjektivet svart och substantivet löt som betyder betesmark. Enligt en lantmäterikarta från 1806 består jorden på tingsplatsen av lerblandad svartmylla.

## Socknar
Svartlösa härad omfattade vid kommunindelningen 1863 sju socknar. (före 1636 ingick även Tälbo socken (Östertälje socken) i häradet men överfördes då till Öknebo härad. Före 1544 ingick även Ekerö socken i häradet men överfördes då till Färentuna härad)
I Botkyrka kommun
- Botkyrka
- Grödinge

I Salems kommun
- Salem

I Huddinge kommun
- Huddinge

I Stockholms kommun
- Brännkyrka uppgick 1913 i Stockholms stad

I Nacka kommun
- Nacka från 1888 (ombildades 1949 till Nacka stad utan egen jurisdiktion)
- Sicklaö socken uppgick 1888 i Nacka socken

Från 1919 :
- Saltsjöbadens köping.

## Geografi

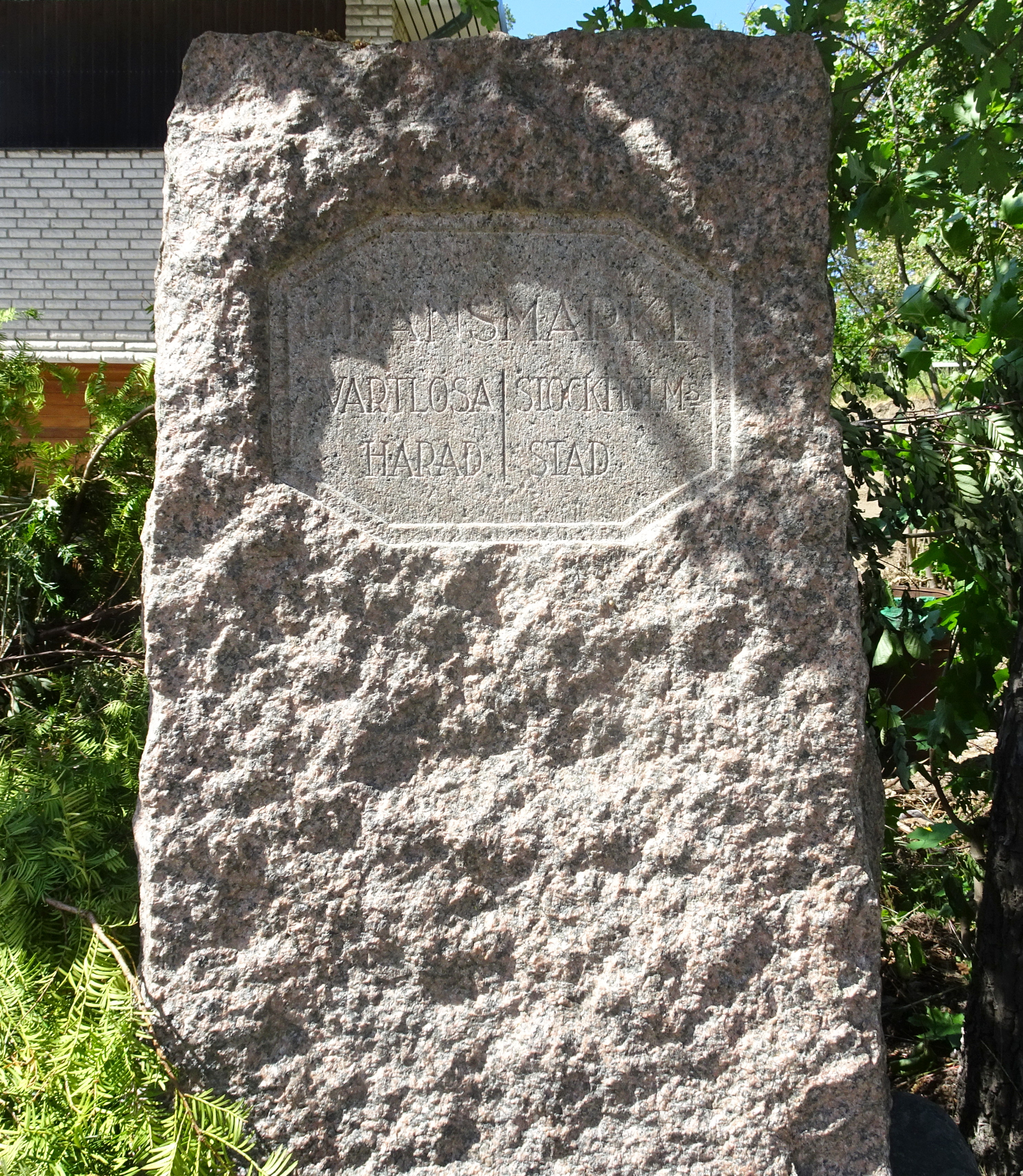
Gränsmärke vid Gamla Södertäljevägen mellan Stockholms kommun och Huddinge kommun.

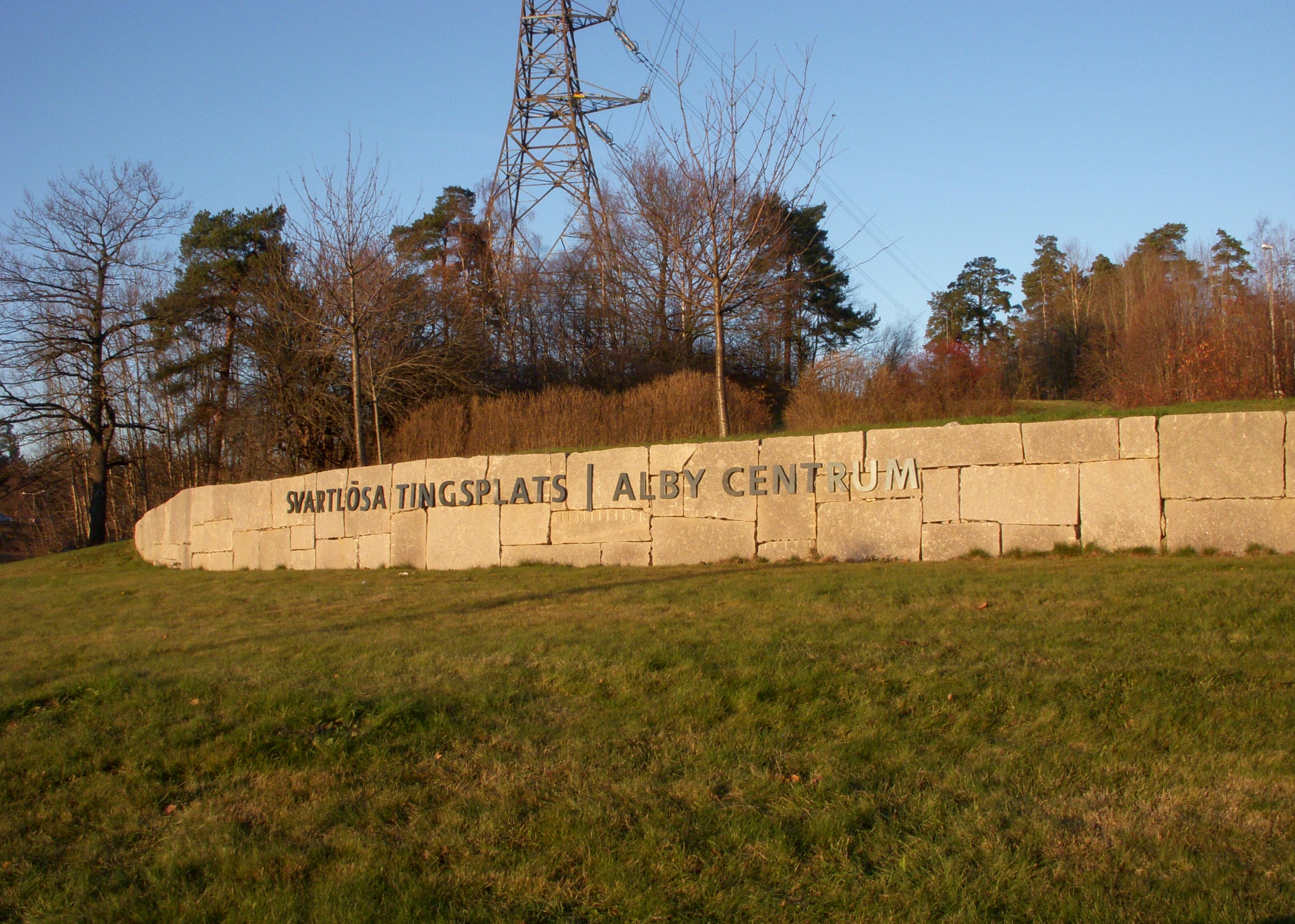
Platsen för tingsplatsen i Alby

Svartlösa härads område omfattade den nordvästra hälften av Södertörnshalvön, utom Stockholms stad och Södertälje stad. Häradsområdet omfattar även Sicklaön. Detta innebar att sedan Brännkyrka socken brutits loss kom Svartlösa härad att bestå av två från varandra skilda områden. Häradsområdet är beläget mellan Mälaren och dess fjärdar i nordväst och norr samt från Södertäljeviken till Årstaviken och Saltsjöns fjärdar och sund i nordost. 
Området har i huvudsak kuperad, sjö- och skogrik bygd med mer eller mindre trånga dalgångar samt större och mindre slätter i den norra delen. Gränstrakterna i sydost tillhörde Hanvedens höglänta skogstrakter med kärrmarker, vilka i nordväst övergick i gammal kulturbygd med många herrgårdar och villasamhällen. Förstadsbebyggelsen i Huddinge och Nacka gav upphov till många municipalsamhällen och andra större samhällen. I sydost gränsar området mot Sotholms härad, i väster ligger Järnafjärden och Öknebo härad, i norr ligger Färentuna härad, Sollentuna härad och Danderyds skeppslag och längst i nordost ligger Värmdö skeppslag.
Än idag påminner en gränssten (RAÄ-nummer Brännkyrka 148:1) vid Gamla Södertäljevägen mellan Stockholms kommun och Huddinge kommun om den gamla gränsen. Sten är av röd granit och bär följande inskription: 
GRÄNSMÄRKE 

SVARTLÖSA | STOCKHOLMS
HÄRAD | STAD
Häradet hade en köping - Saltsjöbadens köping - samt ett större antal municipalsamhällen. En stor del av häradets område är idag en del av tätorten Stockholm. I övrigt är den största tätorten Tumba belägen 28 km sydväst om Stockholm.
Det har funnits gästgiverier vid häradets tingsställe Fittja (Botkyrka socken), Norrga (Grödinge) och Länna (Huddinge).

### Slott och herrgårdar
Häradet präglades av mängden stora jordegendomar och sätesgårdar.
Nacka socken: Erstaviks säteri, Stora Nyckelviken och Älta gård.
Sicklaö socken: Stora Sickla (kungsgård), Järla gård, Svindersvik, Hammarby gård (säteri, överförd till Stockholms stad 1930), Duvnäs gård (säteri) och Skuru gård (Solsunda, säteri).
Brännkyrka socken: Enskede gård, Farsta gård (säteri), Långbro gård (säteri), Orhems gård, Skarpnäcks gård (säteri), Sundsta gård, Sätra gård, Västberga gård (säteri), Årsta gård (säteri), Älvsjö gård (säteri), Örby säteri, Stora Katrineberg, Hägerstens gård, Zachrisbergs säteri (riven, låg vid nuvarande Årstaberg) och Skärholmens gård.
Grödinge socken: Malmsjö gård (säteri), Nolinge säteri, Kagghamra gård (säteri), Mariebergs säteri, Viads herrgård och Lövstalunds herrgård.
Huddinge socken: Vårby gård (säteri), Lissma gård (säteri), Ågesta gård, Flemingsbergs gård (säteri), Fullersta gård (säteri), Balingsta gård (säteri), Stuvsta gård, Glömsta gård (säteri), Balingsholms gård, Juringe gård, Länna gård, Sundby gård (säteri), Trångsunds gård, Stensättra gård (säteri) och Hörningsnäs gård.
Salems socken: Viksbergs gård (säteri, överfört 1974 till Östertälje socken i Öknebo härad), Hallinge gård, Bergaholms säteri, Bockholmssättra gård (säteri, överförd 1944 från Ekerö socken i Färentuna härad), Fågelsta säteri, Högantorps gård (säteri), Ladviks gård (säteri), Rönninge gård (säteri), Skårby gård (säteri), Uttringe gård (säteri) och Vällinge säteri.
Botkyrka socken: Hamra gård, Alby gård (säteri), Elvesta gård, Fittja gård, Hallunda gård, Hågelby gård, Norsborgs säteri, Rikstens gård (säteri), Skrävsta gård, Slagsta gård (säteri), Sturehovs säteri, Tullinge gård (säteri), Lindhovs gård och Näsby säteri.

## Historia
Enligt Ericus Olais krönika (Erikskrönikan) så nämns stormannen Jon Jarl som skulle blivit dödad på sin gård Askaness på Ekerö, Svartlösa härad (eller hundare) år 1206 i samband med ett hedniskt piratanfall in i Mälaren. Jarlens hustru flydde över fjärden till Hundhamra (Norsborg) och sammankallade män för att ta upp jakten på gärningsmännen och hämnas sin man. I Hundhamra har man hittat ovanligt rika och praktfulla gravar från 500-talet och det var en kungsgård under medeltiden. Hamra i Hundhamra betyder klippa och hund kan antingen ha betydelsen hundra eller stor, hundare är också en äldre benämning för härad och en väl underbyggd teori är att ett hundaret som är en form av värnplikt består av hundra bönder. Varje båt hade 12 åror plus en styrman. Alltså skulle varje hundare ställa upp med fyra ledungsskepp med 25 krigare vardera. Systemet förändrades under medeltiden och man började kalla hundaret för härad.
Namnet Södertörn avsåg ursprungligen endast området söder om Hanvedenskogarna, d.v.s. Sotholms härad, och området där Svartlösa härad var beläget kom istället att bli känt som Övra Tör eller Ovantör, vilket framåt 1300-talet blev till Vantör. Namnet lever ännu kvar som stadsdelsnamn i södra Stockholm. År 1452, då danska trupper under Kristian I härjade i Stockholmstrakten, brann dåvarande Vantörs kyrka och socknen blev hädanefter känd som Brännkyrka socken.
Namnet Svartlösa som häradsnamn kommer istället av platsen där dess tingsplats var belägen, nämligen Svartlöten (Swarta lööth) som var beläget i Alby. Här passerade den uråldriga Göta landsväg på en flottbro över sundet mellan Tullingesjön och Albysjön, ursprungligen med tingsplatsen som slutdestination, men sedan Stockholm anlagts på 1250-talet använd som tillfartsväg till staden från Götaland. Platsen där flottbron var belägen är numera känd som Flottsbro. På Göta landsväg red kungarna den ursprungliga Eriksgatan på vägen mellan Mora stenar och Strängnäs. Tingsplatsen flyttades under mitten på 1600-talet till Fittja närmare den Nya landsvägen, d.v.s Gamla Södertäljevägen, som istället anlagts norr om Albysjön. Häradsområdet var länge en ren landsbygd, men kom i och med Västra stambanans anläggande på 1800-talet att expandera mycket kraftigt, och idag är merparten av Svartlösa härad bebyggt undantaget de s.k. gröna kilar som alltjämt består i Hanveden och kring Bornsjön.
Före 1636 hörde Östertälje socken (Tälbo socken) till Svartlösa härad men överfördes då till Öknebo härad Östertälje kom dock att till 1930 kvarstå i Svartlösa tingslag.

## Län, fögderier, domsagor, tingslag och tingsrätter
Häradet har sedan 1720 hört till Stockholms län, innan dess Södermanlands län (1634-1635, 1689-1719), Upplands län (1636-1639, 1648-1651, 1654-1688) och i perioderna däremellan till Stockholms län. Församlingarna i häradet tillhör(de) alla före 1942 Strängnäs stift. 1 juli 1942 bildades Stockholms stift och dit fördes alla områden utom Grödinge socken och Salems socken. 
Häradets socknar hörde till följande fögderier:
- 1720-1839 Svartlösa och Öknebo fögderi
- 1840-1945 Södertörns fögderi före 1885 benämnt Sotholm, Svartlösa, Öknebo fögderi
- 1946-1966 Svartlösa fögderi
- 1967-1973 Södertälje fögderi för Salems socken
- 1967-1990 Huddinge fögderi från 1974 för Salems socken
- 1967-1990 Nacka fögderi för de områden som ingick i Nacka kommun

Häradets socknar tillhörde följande domsagor, tingslag och tingsrätter:
- 1680-1916 (24 augusti) Svartlösa tingslag i 
  - 1680 Danderyds, Värmdö, Sollentuna, Sotholms, Svartlösa och Öknebo häraders domsaga
  - 1681-1688 Danderyds, Sollentuna, Sotholms, Svartlösa, Öknebo, Seminghundra och Vallentuna häraders domsaga
  - 1689-1958 Södertörns domsaga (Sotholms, Svartlösa och Öknebo härader), även tidigt kallad  Södertörns distrikt med
  - 1689-24 augusti 1916 Svartlösa tingslag
- 1916-1929 Svartlösa och Öknebo tingslag i Södertörns domsaga
- 1930-1970 Södertörns domsagas tingslag i Södertörns domsaga från 1959 enbart Grödinge, Salem och Nacka
- 1959-1970 Svartlösa domsagas tingslag i Svartlösa domsaga för Botkyrka och Huddinge kommuner

- 1971-1976 Svartlösa tingsrätt och dess domsaga
- 1977-2007 Huddinge tingsrätt och dess domsaga, dock ej Nacka kommun
- 1977- Nacka tingsrätt och dess domsaga för Nacka kommun

- 2007- Södertörns tingsrätt och dess domsaga för Botkyrka kommun
- 2007- Södertälje tingsrätt och dess domsaga för Salems kommun

Brännkyrka socken tillhörde från 1913 Stockholms rådhusrätt, och från 1971 Stockholms tingsrätt.